# Cursa de Muntanya del Farell
La Cursa de Muntanya del Farell és una cursa popular de muntanya que se celebra des del 1992 a la població de Caldes de Montbui i els seus voltants.
La cursa, que és organitzada pel la secció d'atletisme del Club Natació Caldes amb la col·laboració de l'Ajuntament de Caldes, té un recorregut que se s'ha situat en les diverses edicions entre els 12 i 14 quilòmetres. La cursa que en les seves primeres edicions tenia lloc durant el més de novembre, després del parèntesi que va suposar la Pandèmia de COVID-19, es celebra des de l'any 2022, durant el mes de febrer. La sortida és des del centre de Caldes, i la resta de la cursa es realitza per la muntanya, pels entorns naturals d'El Farell. En les darreres edicions la sortida i arribada de la cursa ha tingut lloc al camp de futbol municipal de la Zona Esportiva Les Cremades, a la Plaça de Taunusstein.